# 픽스프레임
픽스프레임은 2018년 1월 24일에 개인 사업자로 개업하였다. (개인사업자 등록번호 : 694-08-00927)
이후 2021년 7월 29일에 신규 법인 사업자로 전환 하여 주식회사 픽스프레임으로 유지 하고 있다.

픽스프레임 회사 로고

픽스프레임 : 로고 이미지

## 연혁

### 2018년 1월 24일
- 개인사업자 창업

### 2020년 9월
- 고객명 : 한국관광공사
- 프로젝트명 : 음식관광 플랫폼 고도화 컨설팅
- 내용 : 2021년 고도화 진행을 위한 컨설팅 진행

### 2021년 7월
- 고객명 : 한국관광공사
- 프로젝트명 : 디지털관광자원 "통합관리시스템 재구축 및 운영" 제안 및 컨설팅
- 내용 : 제안서 작성

### 2021년 7월 29일
- 법인사업자 전환

### 2021년 9월
- 고객명 : 솔티드
- 프로젝트명 : "솔티드 원격 모니터링(App 및 Web) 시스템 개발"
- 내용 :
  - 프로젝트 범위  NEUROGAIT HCP용 Web 구축 : 기존 Smart Gait Beta App 서비스 데이터를 관리하고 확인할 수 있는 Web 서비스  NEUROGAIT Patient 용 서비스 구축 : iOS / Android Phone 전용 APP 구축  Master Admin Web 구축 : 전체 페이지 운영 및 데이터 관리를 위한 Back Office 개발
  - 프로젝트 기간  수행 기간 : 2021년 9월 ~ 2022년 5월